# Kandodži
Jezero Kandodži (Kandawgyi) (burmansko ကန်တော်ကြီး, izgovarjava: [kàndɔdʑí], v prevodu "veliko kraljevo jezero", včasih Royal Lake) je eno od dveh velikih jezer v Jangonu v  Mjanmarju. Leži vzhodno od pagode Švedagon. Jezero je umetno, voda iz jezera Inja je speljana skozi vrsto cevi do jezera Kandodži. Zgradili so ga zaradi zagotavljanja oskrbe s čisto vodo v mestu, ko je bilo pod britansko kolonialno upravo.  Veliko je približno 8 km in 50 do 115 cm globoko. 
Jezero s površino 61 ha je obdano s Krajinskim parkom Kandodži  v velikosti 45 ha in z 28 hektarjev velikim jangonskim živalskim vrtom, ki ga sestavljajo živalski vrt, akvarij in zabaviščni park. 
Jezero je omejeno z ulico Natmauk na severu in vzhodu, ulico Bahan na zahodni in ulico Kanjeiktha na južni strani. Vzdolž vzhodne obale jezera je znan Karaveik, betonska replika burmanske kraljeve barke, ki je bila zgrajena leta 1972 . Danes je v njej samopostrežna restavracija.
Popoldne 15. aprila 2010 so na cesti v bližini jezera med festivalom burmanskega novega leta eksplodirale tri bombe; 10 ljudi je bilo mrtvih in 178 ranjenih. 